# Eckart Muthesius

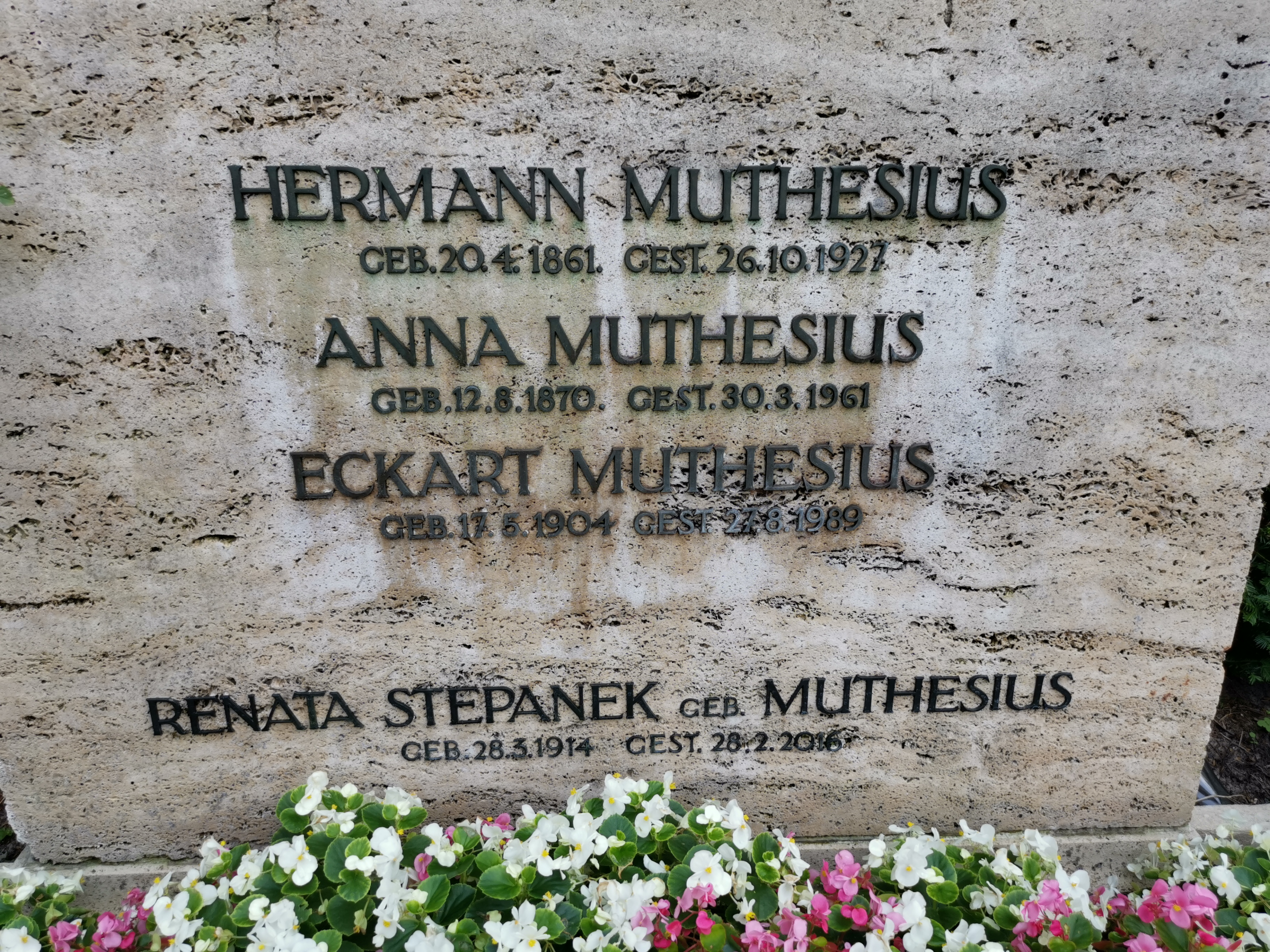
Familiengrab auf dem Evangelischen Kirchhof Berlin-Nikolassee

Friedrich Eckart Muthesius (* 17. Mai 1904 in der Kolonie Nikolassee; † 9. August 1989) war ein deutscher Architekt und Innenarchitekt.

## Leben
Eckart Muthesius war das dritte von fünf Kindern des Architekten Hermann Muthesius und dessen Frau Anna Muthesius, einer ausgebildeten Konzertsängerin, die als Autodidaktin Innenarchitektur und Damenmoden entwarf. Er studierte an den Vereinigten Staatsschulen für Freie und Angewandte Kunst in Berlin-Charlottenburg und am Regent Street Polytechnic in London und war nach erster Arbeitserfahrung dort bei James & Yerbury und Raymond Unwin Meisterschüler seines Vaters, einem Gründungsmitglied des Deutschen Werkbunds.
1929 begegnete Muthesius in Oxford Shri Yeshwant Rao Holkar Bahadur, der dann als Maharadscha Holkar II von Indore 1931 seinen Freund und Mentor Muthesius beauftragte, seinen Palast Manik Bagh in der Hauptstadt Indore zu bauen und einzurichten. Neben eigenen Möbeln und Leuchten stattete Muthesius den Palast zusätzlich mit Möbel von Eileen Gray, Le Corbusier, Jacques-Émile Ruhlmann, Louis Sognot, Charlotte Perriand und Teppichen von Ivan da Silva Bruhns aus.
Muthesius wurde der offizielle beratende Architekt für die Städtebau- und Sanierungsbehörde des Fürstenstaates Indore von 1936 bis 1939 und war an der Einführung einer westlichen modernen Formensprache in die zeitgenössische indische Architektur beteiligt. Als der Zweite Weltkrieg begann, musste er Britisch-Indien verlassen. Im Nachkriegsdeutschland spezialisierte er sich auf den Bau von Krankenhäusern und Zweckbauten, insbesondere für die US-Armee.
1989 wurden einige seiner Möbelentwürfe neu aufgelegt. Zum 50. Jahrestag der Unabhängigkeit Indiens organisierte das Werkbundarchiv 1997 eine größere Retrospektive seiner Arbeiten.
Anlässlich seines 120. Geburtstags gastierte das Museum für Asiatische Kunst mit der Ausstellung „Eckart Muthesius and Manik Bagh“ im Kiran Nadar Museum of Art (KNMA) in Neu-Delhi, im Museum of Art & Photography (MAP) in Bengaluru und wird die Ausstellung im Dr. Bhau Daji Lad Museum in Mumbai sowie ab Ende 2025 im Humboldt Forum im Berliner Schloss in Berlin-Mitte zeigen.
Sein Grab befindet sich auf dem Friedhof Nikolassee in Berlin in der Familiengruft seiner Eltern.

## Bauten und Entwürfe
- 1925: Lichtreklame am ehemaligen Mädlerhaus in Berlin
- 1927–1928: Planung und Ausbau von Crawfords Reklame-Agentur GmbH in der Potsdamer Straße 111, Berlin
- 1928: Ladengeschäft Revelation für Francis Kennedy in der Tauentzienstraße 11, Berlin
- 1928: Wohnhaus für Carl August von Gablenz in Berlin[5]
- 1928–1929: Wohnhaus für Senatspräsident Albrecht von Hagen in Berlin-Schlachtensee
- um 1929: Ausstattung einer Wohnung mit Bildergalerie für O.T. Falk in London
- 1929: Haus Pegler in Berlin-Frohnau, Hainbuchenstraße 26[6]
- 1929: Ausgestaltung der Jockey Bar in Berlin, Lutherstraße 2
- 1929–1932: Innenausstattung des Palastes Manik Bagh für den Maharadscha von Indore
- 1930: Wohnhaus für Fritz Huber in Berlin-Westend, Marathonallee 25[7]
- 1930: Landhaus Dr. Seifert in Bergen auf Rügen
- 1931: Entwurf für ein Landhaus am Rajpilia Tank bei Indore für den Maharadscha von Indore
- 1933–1934: Wettbewerbsentwürfe Deutsches Haus für die Weltausstellung Brüssel 1935
- 1934: Entwurf für ein Hausboot für den Maharadscha von Indore
- 1934: Wohnhaus Frankenberg in Kleinmachnow[8]
- 1934–1935: Planung für ein Appartementhaus in Indien
- 1934–1935: Personal- und Gästehaus in Indore
- 1936–1937: Planung für den Thronsaal Purdar Hall des Maharadscha von Jaipur
- 1936–1937: Stadtplanungsstudien für den Staat Hyderabad
- 1936–1937: Privathaus für einen Rechtsanwalt in Bombay
- 1937: Planung für ein 500-Betten Hospital in Indore
- 1937: Ausstattung eines Eisenbahnsalonwagens für den Maharadscha von Indore
- 1941: Allgemeines Krankenhaus Oranienburg.
- 1945: Instandsetzung: OMGUS-Hauptquartier für die US-Armee in Berlin.
- um 1946: Harnack-Haus mit Offiziers-Klub für die US-Armee in Berlin-Dahlem.
- um 1946: Umbau des Berliner Kammergerichts am Heinrich-von-Kleist-Park für die Alliierte Kontroll-Kommission.
- 1948: Marine Bar im Harnack-Haus in Berlin-Dahlem (mit Willy Kreuer)
- 1948: Möblierung der Privat-Residenzen der US-amerikanischen Generäle Dwight D. Eisenhower und Lucius D. Clay in Berlin-Dahlem
- 1948: Sommerhaus Muthesius in Kloster auf Hiddensee
- 1949–1953: 1000-Betten-Krankenhaus in Landstuhl für das US-Hauptquartier Heidelberg
- 1949–1953: Ausführung von Militärgebäuden in Landstuhl, Kaiserslautern, Neubrücke, Bad Hersfeld, Frankfurt
- 1949–1953: Rundfunkgebäude Radio Freies Europa in München, Englischer Garten
- 1953: Hotelbau Haus Marina in Frankfurt a. M., Savignystraße 31
- 1955: Ausstellungsstände für die Frankfurter Automobilausstellung
- 1955: Einrichtung eines Kurhauses in Westerland (abgebrochen)
- nach 1953: medizinisches Zentraldepot der Amerikanischen Armee in Croix-Chapeau
- nach 1953: Kliniken in Bordeaux, Croix-Chapeau, Evreux, Orly.
- nach 1953: Wohnanlage in Sèvres bei Paris (mit M.P.O. Bauer)
- 1953–1970: Raststätten im Auftrag des Verkehrsministeriums Bonn: Tankstelle Camberg, Frankfurt-Nord, Darmstadt, Limburg, Straßenmeisterei Offenbach
- 1962–1963: Wohnbauten in der Siedlung Detmerode für das Volkswagen-Werk in Wolfsburg
- vor 1970: Geschäftshaus für die Triton-Belco AG in Frankfurt a. M., Hanauer Landstraße 117;
- vor 1970: Haus der Konfektion, mit Lichtspieltheater in Frankfurt a. M., Kaiserstraße 54;
- vor 1970:  Geschäftshaus für die Weinberger Musikverlag GmbH in Frankfurt a. M., Oeder Weg 26
- vor 1970: Wohnanlagen in Berlin: Erfurter Straße, Westfälische Straße, Calandrellistraße, Viktoria-Luise-Platz.
- vor 1970: Wohnanlage in Frankfurt-Sulzbach für die Farbwerke Hoechst
- vor 1970: Einfamilienhäuser Kutsch, von Livonius, Nitschke, Rothe-Rimpler in Berlin
- vor 1970: Einfamilienhaus Prentzel in Frankfurt
- vor 1970: Einfamilienhaus F. Albrecht in Hamburg
- vor 1970: Einfamilienhaus J.W. Menne in Oberursel.
- 1965–1967: Wohn- und Geschäftshaus in Berlin-Charlottenburg Ecke Lietzenburger- und Knesebeckstraße (mit Klemens Weigel)[9]
- 1973: Rockfabrik Alois Heintze in Berlin, Tempelhofer Ufer
- 1978: Wohnhaus Dr. W. Lehmann in Berlin-Dahlem, Griegstraße

sowie:
- Ferienhaus Pjerregard für den Regisseur Walter Felsenstein in Kloster (Insel Hiddensee), Hügelweg 19 (unter Denkmalschutz)

## Auszeichnungen
- Ehrenmitglied der Architectural Association School of Architecture, London, England